# Idiops monticoloides
Idiops monticoloides är en spindelart som först beskrevs av Hewitt 1919.  Idiops monticoloides ingår i släktet Idiops och familjen Idiopidae. Inga underarter finns listade i Catalogue of Life.